# 一色雅
一色 雅（いっしき みやび、1987年3月23日 - ）は、日本のグラビアアイドル。所属事務所は芸能プロダクション・マークスプラス。

## 人物・来歴
誕生日はDVDでは1987年と記載されているが所属事務所のプロフィールでは1989年と記載されている。
彼女の作品は、Kカップのバストを激しく揺らし、揉みしだく煽情的な演出に定評がある。
もっとも、露出度の高いDVDは「爆乳マニフェスト」。あまりにもKカップの爆乳を揺らすため思わずスタッフが「おお♥️」と声を漏らす部分がある。
女子アナセクーシ放送局にも選抜されている。(14期生)
本当にデカップにも出演しており、DVDも発売されている。

## 作品

### DVD
1. ミックスジュース（2007年、日本メディアサプライ） - 風子、杉原桃花とのコラボレーション
2. BOOB!（2007年、日本メディアサプライ）
3. メロメロ〜ン（2007年、エアーコントロール）
4. BOOBS BEAT（2007年、日本メディアサプライ）
5. Good to go!（2008年、竹書房）
6. みやび色（2009年、エアーコントロール）
7. カラフル（2009年、エアーコントロール）
8. PREMIUM CUTIE（2009年、グラマラスキャンディ）
9. 爆乳マニフェスト 一色雅（2009年、インパクトワン）
10. スーパーガールはKカップ（2010年、KUDETA）
11. 激写X（2010年、日本メディアサプライ）
12. センチュリオン（2010年、グラッツコーポレーション）
13. 雅のパイの実（2010年、メディアブランド）－BOOB!、BOOBS BEATの総集編と思われる

### 映画
- 時空警察ハイペリオン（2009年、マクザム）